# Multiplex Modellsport

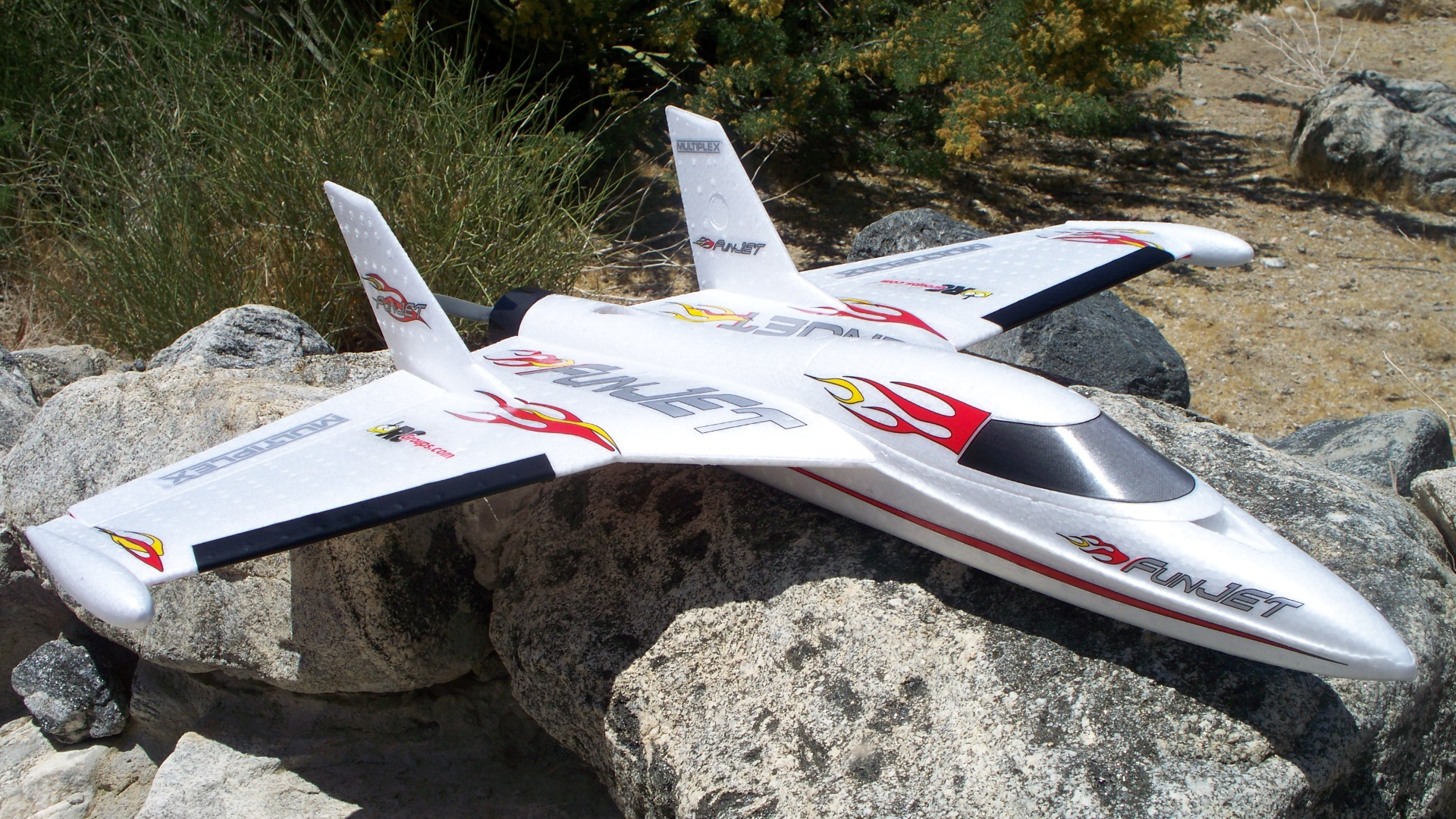
Multiplex FunJET esempio di schiumino

Multiplex Modellsport GmbH & Co. KG con sede a Bretten-Gölshausen è un produttore di articoli per modellismo.

## Storia
Sin dalla fondazione nel 1958 sviluppa e produce radiocomandi per modellismo. Il sistema RC come il MULTIPLEX 101, il primo proporzionale o il ROYAL mc, con microprocessore, sono pietre miliari nel modellismo. I velivoli radiocomandati sono costruiti con una schiuma di polipropilene conosciuta come Elapor. La flessibilità del materiale creato, rende i modelli molto più resistenti agli urti e facilmente riparabili. Nel 2010 l'azienda ha introdotto il primo elicottero RC, il Funcopter, con fusoliera in Elapor e trasmissione diretta motore-rotore. Dal 2002 l'azienda appartiene al gruppo sudcoreano HiTEC.

## Prodotti

### Velivoli
Modelli volanti sono alianti, come il Cularis, "pusher prop jets" come il FunJET. Elettrici "sportliners" come il Blizzard,, il Mentor. Il Mentor era un trainer riproduzione del Cessna 180, elettrico di dimensioni paragonabili a un 6.5cc con motore a scoppio; adatto al traino di alianti.
Nel 2010, creano il primo elicottero, Funcopter. La cellula è fatta Elapor, e meccanica senza ingranaggi di rinvio.
Sempre nel 2010 esce il FunJET Ultra. FunJET modificati raggiungono anche velocità superiori a 210 km/h.

### Remote Control
La RoyalPRO è basata sulla tecnologia spread spectrum in banda 2.4 GHz, così come riceventi e servo.